# Eupithecia zermattensis
Eupithecia zermattensis là một loài bướm đêm trong họ Geometridae.